# 初転法輪

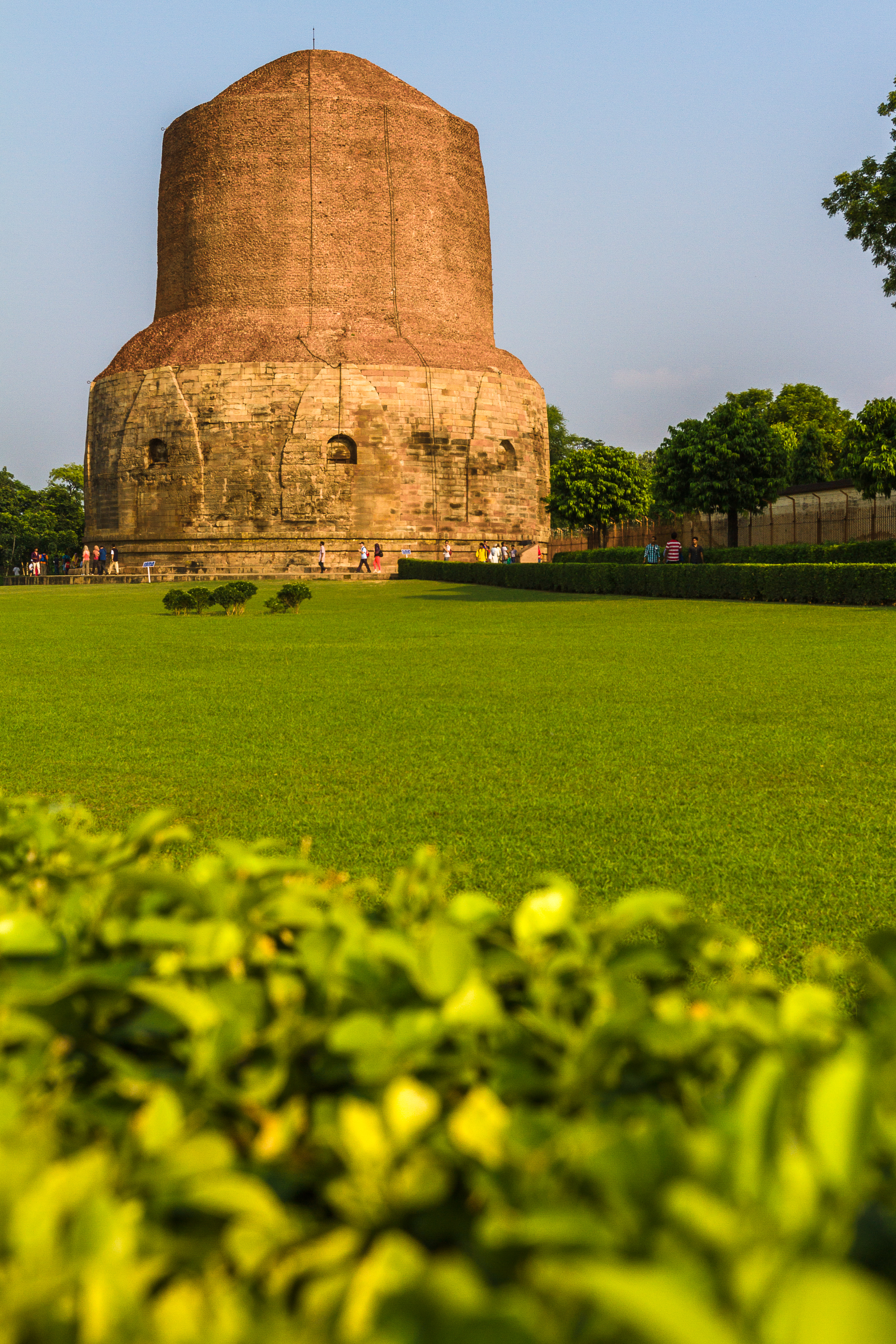
サールナート

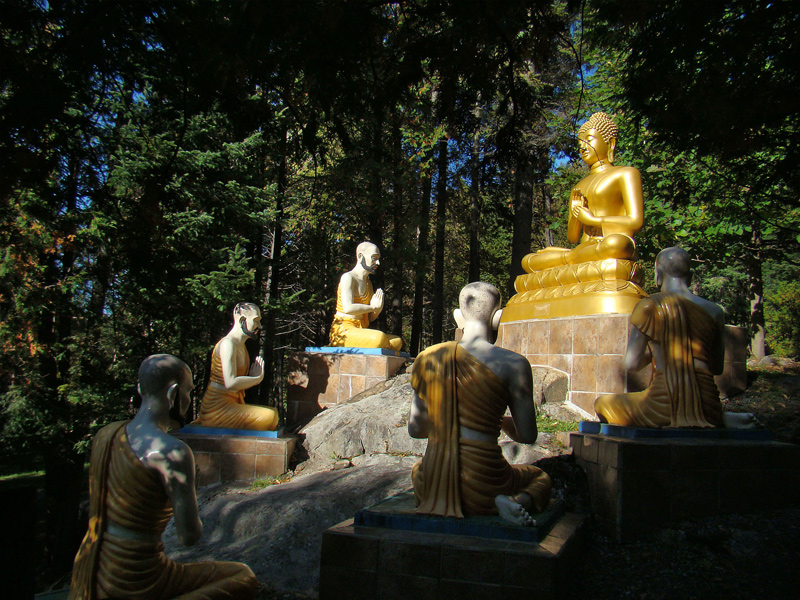
カナダ・ケベック州のモニュメント

初転法輪（しょてんぽうりん、〜ぼうりん）とは、釈迦が初めて仏教の教義（法輪）を人びとに説いた出来事を指す。伝統的な理解においては、そこでは仏教の中核概念である四諦、八正道、中道が説かれたとされる。
釈迦は菩提樹下で悟りを開いた後（成道）、ヴァーラーナスィー（波羅奈国）のサールナート（仙人堕処）鹿野苑（施鹿林）において、元の5人の修行仲間（五比丘）に初めて仏教の教義を説いた。

## 経緯

### 梵天勧請
成道した直後の釈迦は当初、仏法の説明は甚だ難しく、衆生に教えを説いても理解されず徒労に終わるだろうと、教えを説くことをためらったとされる。聖求経をはじめとする初期仏典には、沈黙を決した釈尊をサハンパティ梵天(brahmã sahampati)が説得したという伝説（梵天勧請）が記されている。
梵天の懇請を容れた釈迦は、世間には心の汚れの少ないもの、智慧の発達した者、善行為を喜ぶものもいることを観察した上で、最終的に法を説くことを決意した。（この時「アムリタの門は開かれたり　耳ある者は聞け」に始まる有名な偈が説かれた）。

### 伝道の旅へ
釈迦はまず、修行時代のかつての師匠、アーラーラ・カーラーマとウッダカ・ラーマプッタに教えを説こうとしたが、二人はすでに死去していたことを知った。そこで釈迦は、かつての修行仲間（五比丘）に教えを説こうとヴァーラーナスィーに向かった。
ヴァーラーナスィーに向かう途中、アージーヴィカ教徒の修行者ウパカに対して無師独覚について話した。これは釈迦が初めて、自らが覚者（仏陀）であることを宣言した場面である。
しかし軽く受け流されており、これは仏法を説いたことにはなっていない（なお、『パラマッタ・ジョーティカー』や『テーリガーター・アッタカター』によれば、ウパカは後に、釈迦に帰依して出家したとされる）。

### 五比丘との再会
当初、この元の5人の修行仲間は、修行を捨てた釈迦が遠くから来るのを見て軽蔑の念を抱き、歓迎を拒むことを決めた。彼らは苦行を放棄した釈迦を堕落したとみなしたためである。
しかし釈迦が徐々に近づくにつれ、その堂々とした姿を見て畏敬の念を抱き、自然に立ち上がって座に迎えた。自らが阿羅漢であり正等覚者（仏陀）であることを宣言した釈迦は、なお教えを受けることを拒む5人を説得して、最初の説法をなした。このとき説かれた教えは、中道とその実践法たる八正道、苦集滅道の四諦であったとされる。
説法は一回だけではなく、五比丘らが悟りに達するまで何度も行われ、一週間続いた。四諦の完成にいたる三転十二行相という形を取ったとされる。
5人の修行者は釈迦の説法を歓喜して受けた。また、この時、5人のうちコンダンニャに「生ずるものはすべて滅するものである」という法眼が生じた（悟りを得た）。このとき釈迦は、「コンダンニャが悟った、コンダンニャが悟った！」と称賛した。伝統的に、これは四沙門果の第一、預流果に達したことと説明されている。
そして五比丘たちは、正式に釈迦の弟子となり出家することを願い出た。

### 阿羅漢の誕生
釈迦による五比丘への教導は比丘が3人ずつ順に托鉢を行い6人が食する合宿式に続けられ、3か月かけてワッパ、バッディヤ、マハーナーマン、アッサジの4名にも次々と法眼が生じ預流果となった。
釈迦は次に「無我相」の教えを説き、五人比丘に五蘊無我の修習を指導した。五人はじき阿羅漢果（四沙門果の第四）に達して、釈迦を含めて6人の阿羅漢が誕生した。
彼らは釈迦と共に初期仏教教団を創設し、インド各地で布教活動を行ったことから、「説法波羅奈」（せっぽうはらな）として釈迦の人生の4つの転機の1つに数えられている。

## 内容
伝統仏教の教説によれば、釈迦は初転法輪において中道、四諦、八正道、無我を教えたとされる。ただし近現代の学術研究では、四諦や八正道などの概念は最古層経典には見えず、次の古層経典の段階から整備されたことがわかっている(仏教#釈迦の修行法)。

### 中道
快楽主義と苦行主義を否定するものである。

### 四諦
四諦とは、生とは苦である、苦には原因がある、苦とは滅することができる、その方法は八正道である、という4点からなる。

#### 道諦
解脱への道（Magga）を説く。

### 五蘊無我
五蘊が無我であることを説く。